# Дурная кровь (фильм, 1986)
«Дурная кровь» (фр. Mauvais Sang) — второй полнометражный художественный фильм французского режиссёра Леоса Каракса, снятый в 1986 году. Является второй частью «трилогии об Алексе», в которой главную роль сыграл актёр Дени Лаван — ровесник режиссёра, выступающий в трилогии в качестве его альтер эго.
Фильм был представлен на Берлинском кинофестивале 1987 года, где режиссёр получил за него премию Альфреда Бауэра («за открытие новых путей в киноискусстве»). Фильм также был удостоен премии имени Луи Деллюка (1986).

## Сюжет
Действие происходит в Париже недалёкого будущего. Двум пожилым гангстерам, Марку и Хансу, угрожает таинственная «Американка», которая требует от них выплаты большого долга. Они понимают, что в противном случае будут убиты, тем более что недавно их товарищ Жан погиб, попав под поезд метро — скорее всего, он был убит именно по приказу Американки её подручным Борисом. Марк и Ханс обращаются к Алексу, сыну Жана, — карточному шулеру и чревовещателю, у которого «ловкие руки». Они предлагают ему рискованную сделку — выкрасть из лаборатории вакцину от страшного вируса STBO, который поражает тех, кто «занимается любовью без любви», и продать вакцину конкурирующей фирме. Алекс оставляет свою подругу Лиз, попросив позаботиться о ней своего друга Тома́, и приходит к Марку и Хансу. Он соглашается на их предложение, чтобы начать новую жизнь: сразу после кражи Марк отправит его на частном самолёте в Швейцарию к своей сестре.
Между тем, у Марка Алекс знакомится с Анной, молодой подругой Марка, и влюбляется в неё. Анна рассказывает Алексу о своей любви к Марку и просит Алекса помочь ему. Зайдя в свою квартиру, Алекс слышит на автоответчике просьбу Лиз срочно позвонить ему, потому что случилось нечто ужасное. Он говорит Лиз, что находится за границей у моря, но позже он случайно встречает Тома на набережной: у Тома закрыт пластырем один глаз, что говорит о том, что связь с Лиз, которая не любит Тома, привела его к заражению вирусом (ухудшение зрения — один из симптомов заражения). По просьбе Лиз Тома выслеживает Алекса. В ночь кражи к лаборатории прибывает полиция, однако Алекс делает вид, что у него есть заложник (на самом деле он приставляет револьвер к своему виску), уходит от полиции, а на улице Лиз увозит его на мотоцикле. Возле дома Марка Борис ранит Алекса из машины и забирает вакцину, однако ещё до этого Алекс шприцем забирает оттуда жидкость и впрыскивает её в яйцо, которое прячет в надёжном месте и передаёт Марку.
Марк и Ханс с Анной везут Алекса за город, чтобы посадить в самолёт; Американка преследует их, и Лиз также едет за ними на мотоцикле. По дороге выясняется, что Алекс серьёзно ранен. Узнав об этом, Марк дожидается, когда машина Американки поравняется с ними, убивает Бориса, и машина падает в канал. Возле самолёта Марк пытается говорить с подоспевшей Лиз, но умирает. Анна бежит по пустынной взлётной полосе.

## В ролях
| Актёр          | Роль              |
| -------------- | ----------------- |
| Дени Лаван     | Алекс («Говорун») |
| Жюльет Бинош   | Анна              |
| Жюли Дельпи    | Лиз               |
| Мишель Пикколи | Марк              |
| Ханс Мейер     | Ханс              |
| Кэрролл Брукс  | Американка        |
| Уго Пратт      | Борис             |
| Мирей Перье    | молодая мать      |
| Серж Реджани   | Шарли             |
| Жером Зукка    | Тома́              |

Режиссёр Леос Каракс снялся в фильме в небольшом камео (человек, смотрящий из окна).

## Съёмочная группа
- Режиссёр и сценарист: Леос Каракс
- Продюсеры: Дени Шато, Ален Даан, Филипп Диаз[фр.]
- Оператор: Жан-Ив Эскофье
- Монтажёр: Нелли Кветье[фр.]

## Технические данные
- Оригинальное название: Mauvais Sang
- Производство: Франция
- Цветной
- Звук: моно
- Формат: 35 мм
- Длительность: 116 мин.

## Номинации и награды
- Премия имени Луи Деллюка (1986)
- Берлинский кинофестиваль 1987 года:
  - премия Альфреда Бауэра («за открытие новых путей в киноискусстве»).
  - премия C.I.C.A.E. (Международной ассоциации артхаусных кинотеатров)
  - номинация на «Серебряного медведя»
- Премия Сезар (1987):
  - самая многообещающая актриса — Жюли Дельпи
  - номинация как лучшая актриса — Жюльет Бинош
  - номинация как лучший оператор — Жан-Ив Эскофье

## Отзывы
- К. А. Бендарик. «Дурная кровь» (режиссёр Лео Каракас, 1986 г.)[2]:Фильм очень необычно снят. В нем очень мало цвета — в основном красный, синий и черный, почти нет зеленого, он появляется лишь в конце. Работа оператора завораживает, он снимает героев и обстановку так, что мы все больше и больше погружается в нереальность их мира. Большое внимание уделяется части тела — руке, шее, глазам героев. Все остальное как в тумане, в дымке.
- Из рецензии М. Иванова:

Во главе угла форма. Очень много визуальных выразительных средств, игры цвета, разговоров. Все герои много курят и часто прикуривают — камера при этом направлена на огонь зажигалки или спички. Возможно, в этом есть что-то личное для режиссёра. Драма очень романтична и в чем-то сентиментальна — основная её тема — любовь.
- Сергей Кудрявцев, из книги «3500 кинорецензий»[3]:

Каракс талантливо и отнюдь не по-ученически усвоил кинематографические уроки Жан-Люка Годара, одного из лучших авангардистов и новаторов кино. Рваный монтаж, синкопический ритм, обилие деталей на крупных планах, коллаж жанров, постмодернистское переосмысление вроде бы банальных сюжетных схем — всё это типично годаровское пронизано у его совсем молодого коллеги не столько внешней, лихорадочной, сумасбродной, сколько внутренней, затаённой, непознаваемой нервозностью, подспудным смятением души, которая большую часть времени пребывает словно в сомнамбулическом состоянии. Чередование заторможенных, как бы рапидных сцен с угасающим ритмом — и неожиданно взрывных, неистовых эскапад героя (да ещё под музыку Сергея Прокофьева из сцены бала в «Ромео и Джульетте») — составляет особую прелесть этой ленты. По внешнему слою — будто «Безумный Пьеро», однако в ночных фантастических экстерьерах «Альфавиля».